# Višnjan
Višnjan (Italiaans: Visignano; Venetiaans: Visignan) is een dorp en gemeente op het Kroatische schiereiland Istrië, het ligt ongeveer 13 kilometer ten Oosten van Poreč. In 2001 had Višnjan een inwoneraantal van 625, de gemeente heeft een inwoneraantal van 2.187.
De naam heeft zijn oorsprong waarschijnlijk in het Latijnse woord Vicinianus, een Romeinse legionair die het land rond Višnjan kreeg als pension nadat hij in het Romeinse leger gediend had.
Er staat in Višnjan een sterrenwacht, de Zvjezdarnica Višnjan. Mede dankzij deze sterrenwacht zijn er meer dan honderd planetoïden ontdekt.

## Externe link

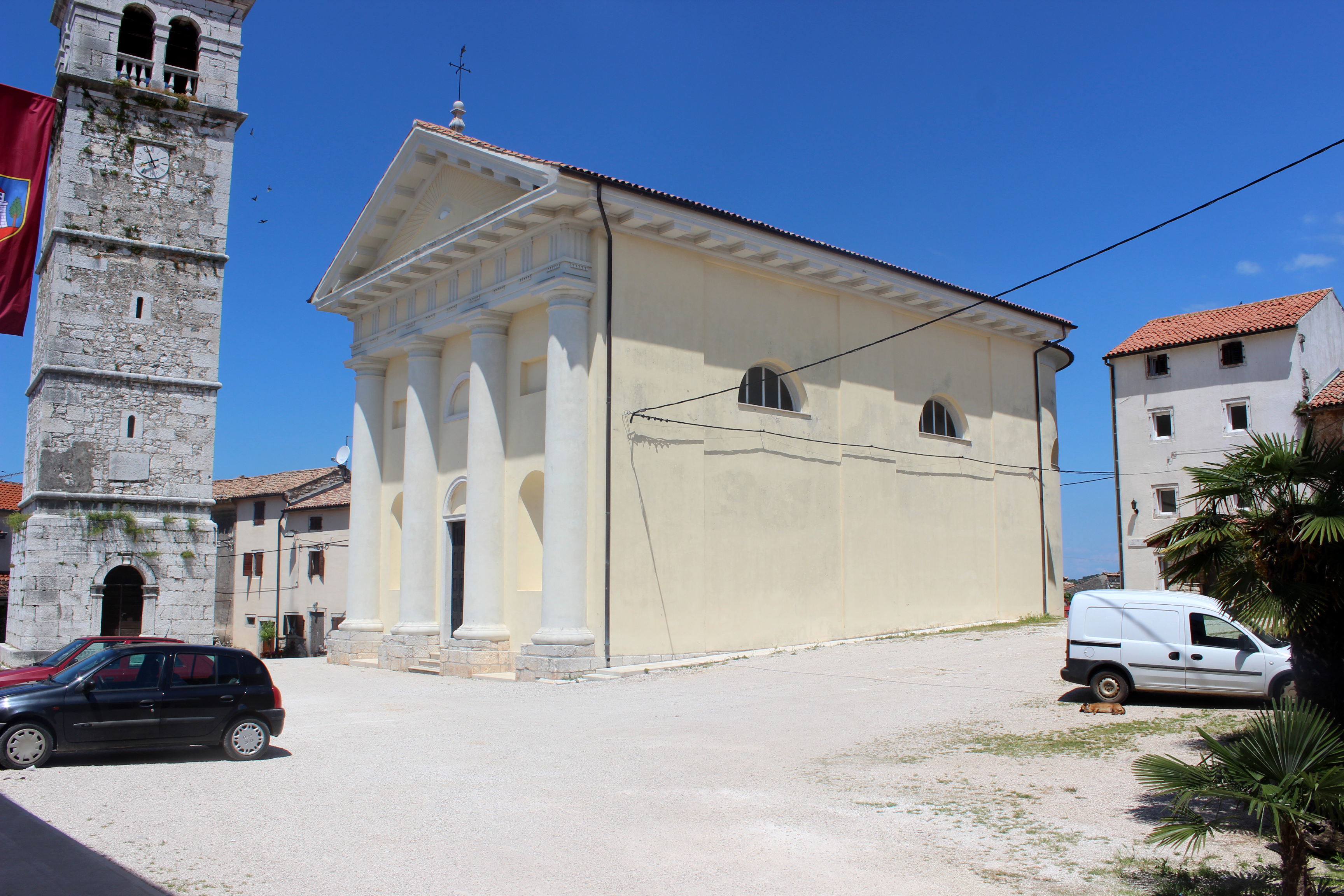
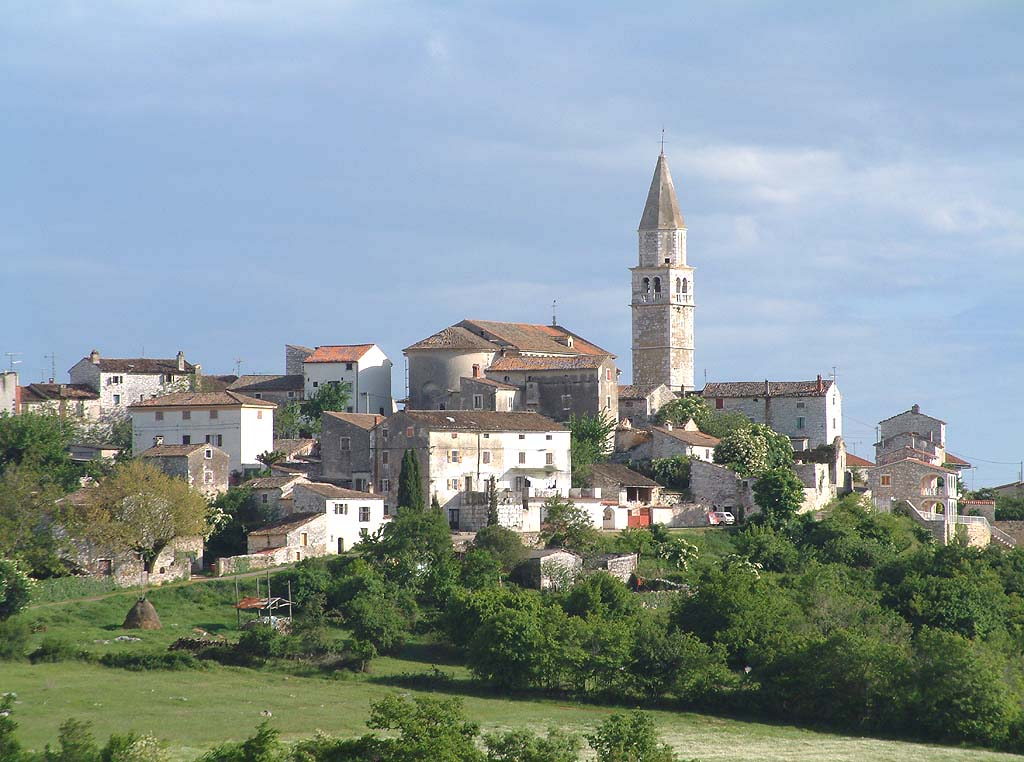
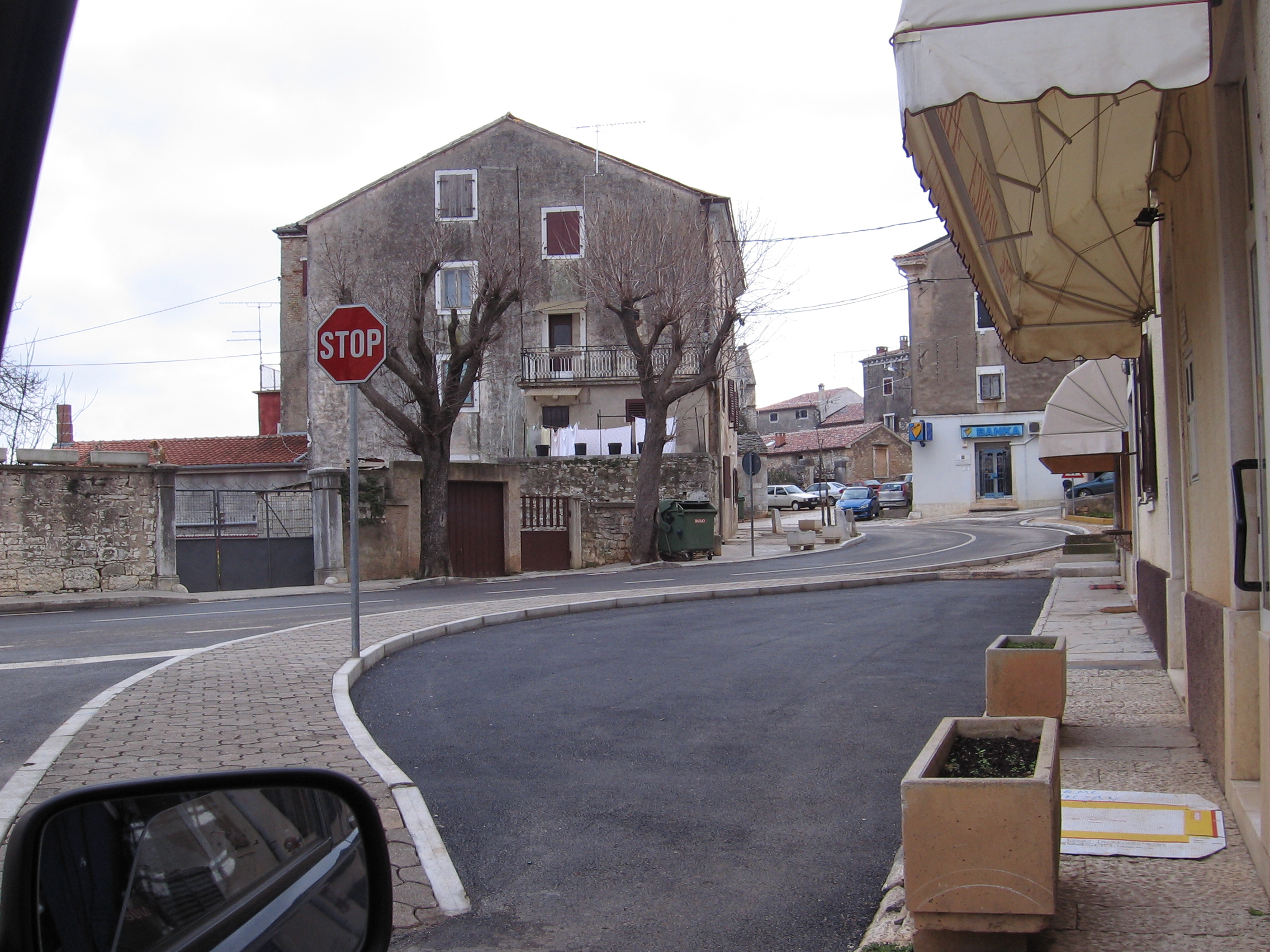
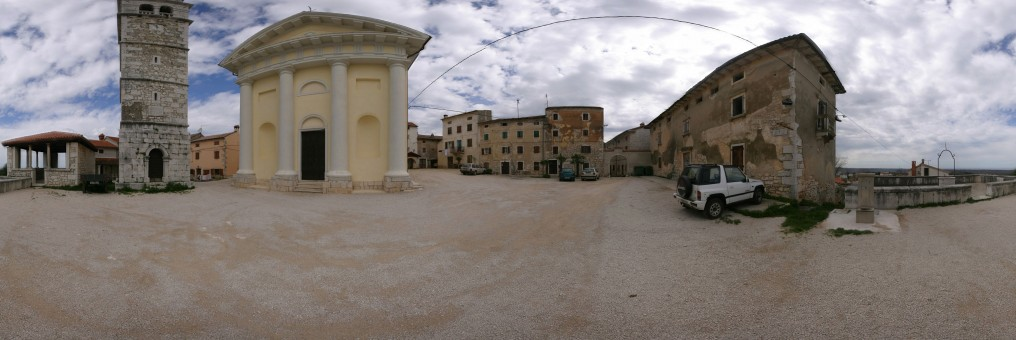
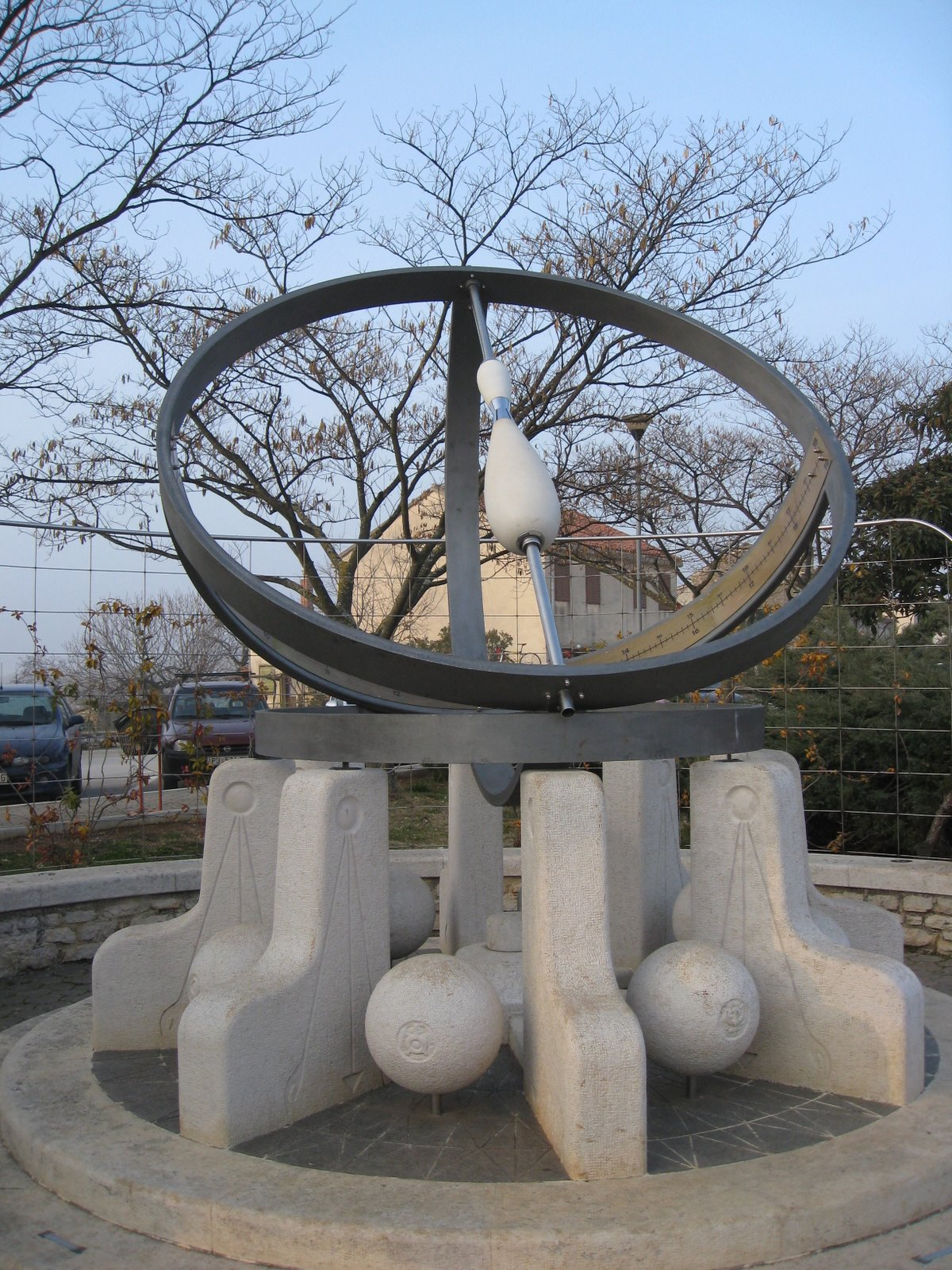
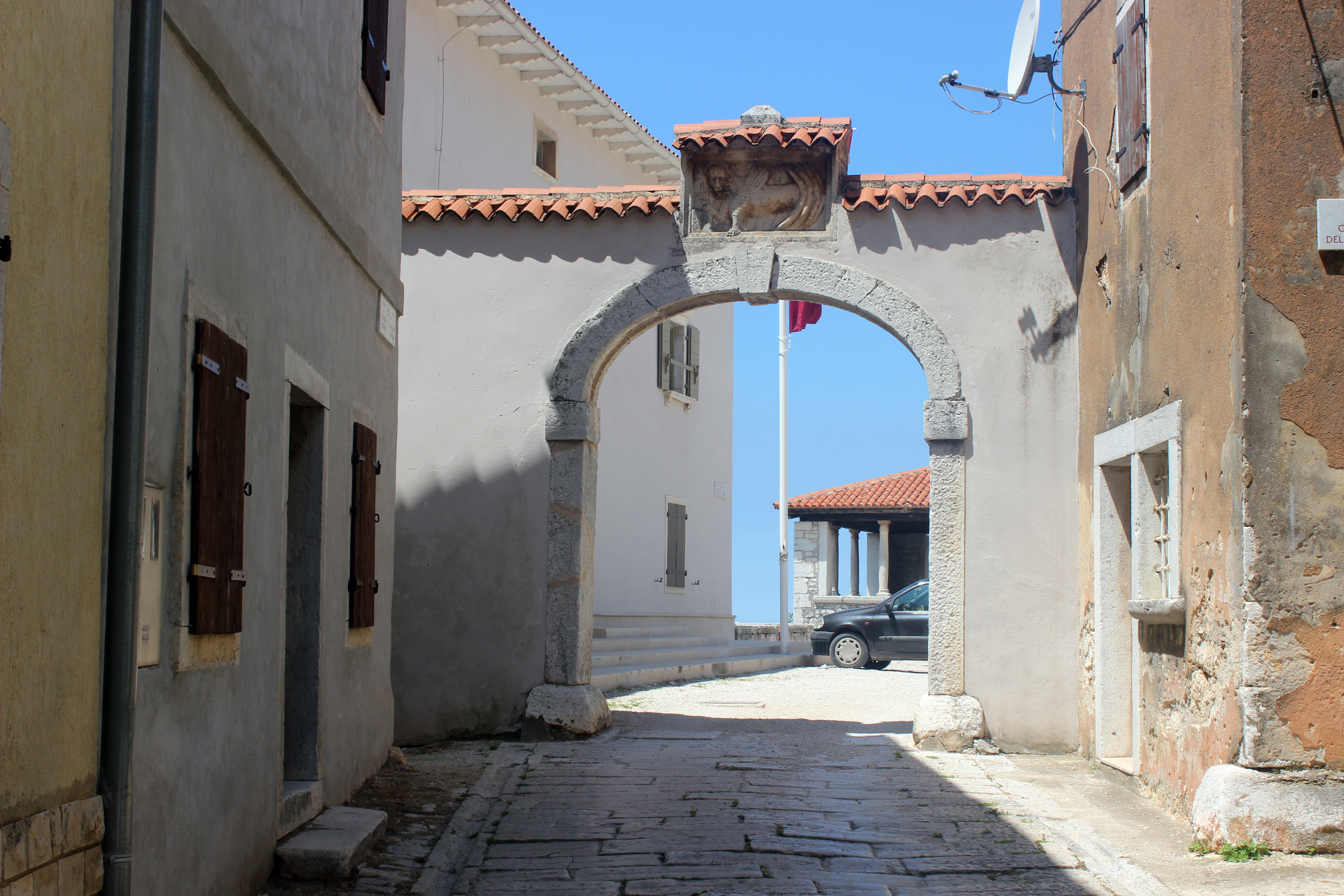
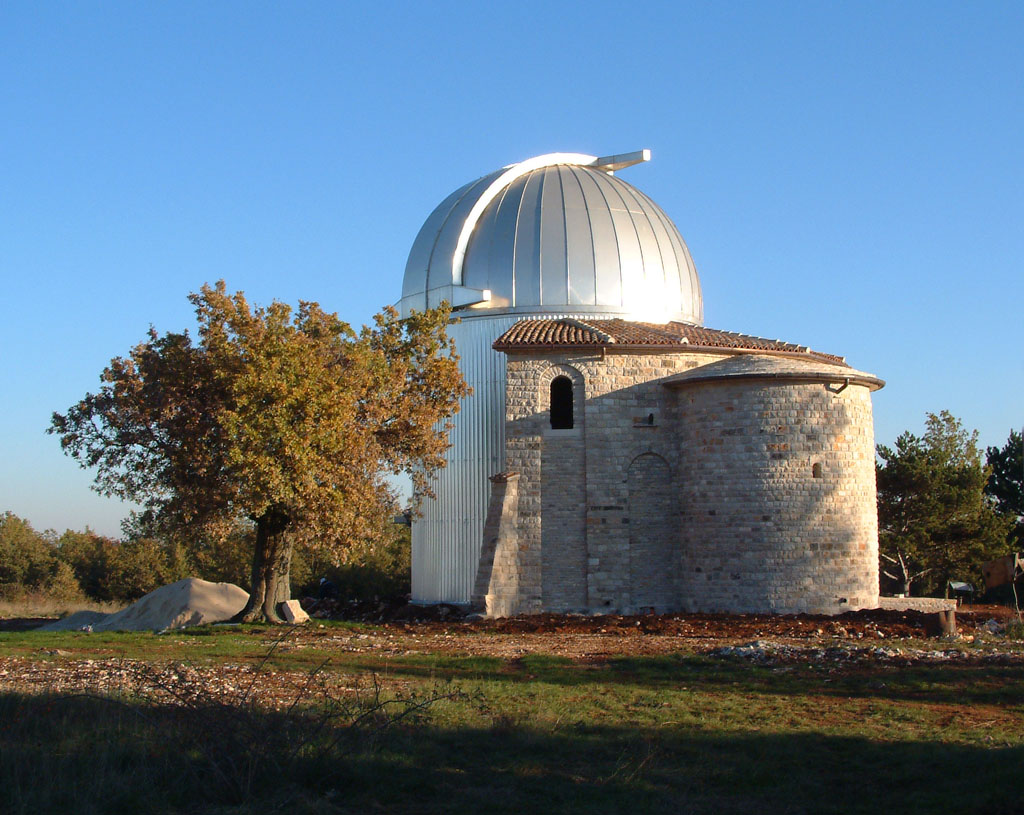

## Plaatsen in de gemeente
De gemeente telt 46 plaatsen:
Anžići,
Bačva,
Barat,
Barići,
Baškoti,
Benčani,
Broskvari,
Bucalovići,
Bujarići,
Cerion,
Cvitani,
Deklevi,
Diklići,
Fabci,
Farini,
Gambetići,
Kočići,
Kolumbera,
Korlevići,
Košutići,
Kurjavići,
Legovići,
Majkusi,
Markovac,
Milanezi,
Prašćari,
Prhati,
Pršurići,
Radoši kod Višnjana,
Radovani,
Rafaeli,
Rapavel,
Sinožići,
Smolići,
Srebrnići,
Strpačići,
Sveti Ivan,
Štuti,
Vejaki,
Višnjan,
Vranići kod Višnjana,
Vrhjani,
Zoričići, Ženodraga,
Žikovići en
Žužići.